# Sammy's Super T-Shirt
Sammy's Super T-Shirt is een Britse kinderfilm van regisseur Jeremy Summers, geproduceerd door de Children's Film Foundation en uitgegeven in 1978.

## Samenvatting
De grootste ambitie van Sammy Smith (Reggie Winch) is om een superster in sport te worden. Met de hulp van zijn vriend Marvin (Lawrie Mark) en de beroemde body-buildingcursus van professor Hercules traint Sammy voor het kampioenschap op de lange afstand. Twee bullebakken, Sammy's rivalen in de wedstrijd, gooien zijn geluks-T-shirt met daarop een tijgerprint door het raam van een onderzoekslaboratorium. In een poging om het T-shirt terug te krijgen, verstoort Sammy in het laboratorium elektrische apparaten en in de explosie die daar op volgt, wordt het T-shirt getransformeerd tot een bron van enorme kracht.
Hoofdwetenschapper Mr. Trotter (Julian Holloway) en zijn baas de heer Becket (Richard Vernon) willen deze ontdekking voor hun eigen doeleinden gebruiken, maar Sammy en Marvin weten met het T-shirt te ontsnappen. Sammy is nu in staat om over de hoge fabrieksmuur te springen, de auto van een crimineel met één hand te stoppen en als een raket over de weg te rennen. Na een aantal nipte ontsnappingen komt Sammy naar het sportveld, maar aan het begin van de race laten de twee pestkoppen hem daar struikelen. Met de hulp van het super-T-shirt slaagt hij erin weer vooruit te komen, maar als Marvin op de baan arriveert, begint Sammy’s rennen te haperen en wordt hij nu zelfs tot stilstand gebracht door het T-shirt. Marvin rukt daarop het T-shirt van Sammy af en overtuigt hem om op eigen kracht te gaan rennen. Sammy haalt zijn opgelopen achterstand uiteindelijk in en wint uiteindelijk toch de race.

## Muziek
Het nummer Sammy's Super T-shirt is geschreven door Harry Robinson en Frank Godwin. Robinson was ook de scenarioschrijver en werd daarvoor aangehaald als H. MacLeod Robertson.